# Malibu Ken
Malibu Ken — американський хіп-хоп дует (також відомий як Aesop Rock & TOBACCO are Malibu Ken). 
Дует складається з репера Aesop Rock і мультиінструменталіста Tobacco.
18 січня 2019 року дует випустив однойменний студійний альбом через лейбл Rhymesayers Entertainment.

## Історія
У 2007 році гурт Tobacco, Black Moth Super Rainbow, підтримував репера Aesop Rock в окремі дати хедлайнерського туру Північною Америкою.
За словами репера Aesop Rock, він і Tobacco хотіли попрацювати разом над проектом з моменту їхньої зустрічі під час цього туру, і Aesop Rock назвав творчість Tobacco «чимось особливим».
Наступного року Aesop Rock виконав трек «Dirt» з дебютного альбому Tobacco, Fucked Up Friends.
У листопаді 2018 року дует Malibu Ken оголосив, що в січні 2019 року вони випускають свій дебютний альбом і одночасно випустили перший сингл альбому, «Acid King», і супровідне музичне відео до нього.
Другий сингл, «Corn Maze», був випущений наступного місяця, також з музичним відео.
18 січня 2019 року гурт Malibu Ken випустив однойменний альбом на лейблі Rhymesayers Entertainment.

## Дискографія

### Студійні альбоми
| Назва      | Додаткова інформація                                                                                  | Пікові позиції в чартах |
| Назва      | Додаткова інформація                                                                                  | США                     |
| ---------- | --- | ----------------------- |
| Malibu Ken | - Випущено: 18 січня 2019 р - Лейбл: Rhymesayers Entertainment - Формат: CD, LP, цифрове завантаження | 176                     |

### Сингли
| Назва       | Рік  | Альбом     |
| ----------- | ---- | ---------- |
| "Acid King" | 2018 | Malibu Ken |
| "Corn Maze" | 2018 | Malibu Ken |